# Gänsfüßer
Der Gänsfüßer, zuweilen auch Gänsfüßler oder Argant benannt, ist eine alte, starkwüchsige Rotweinsorte. 

## Herkunft

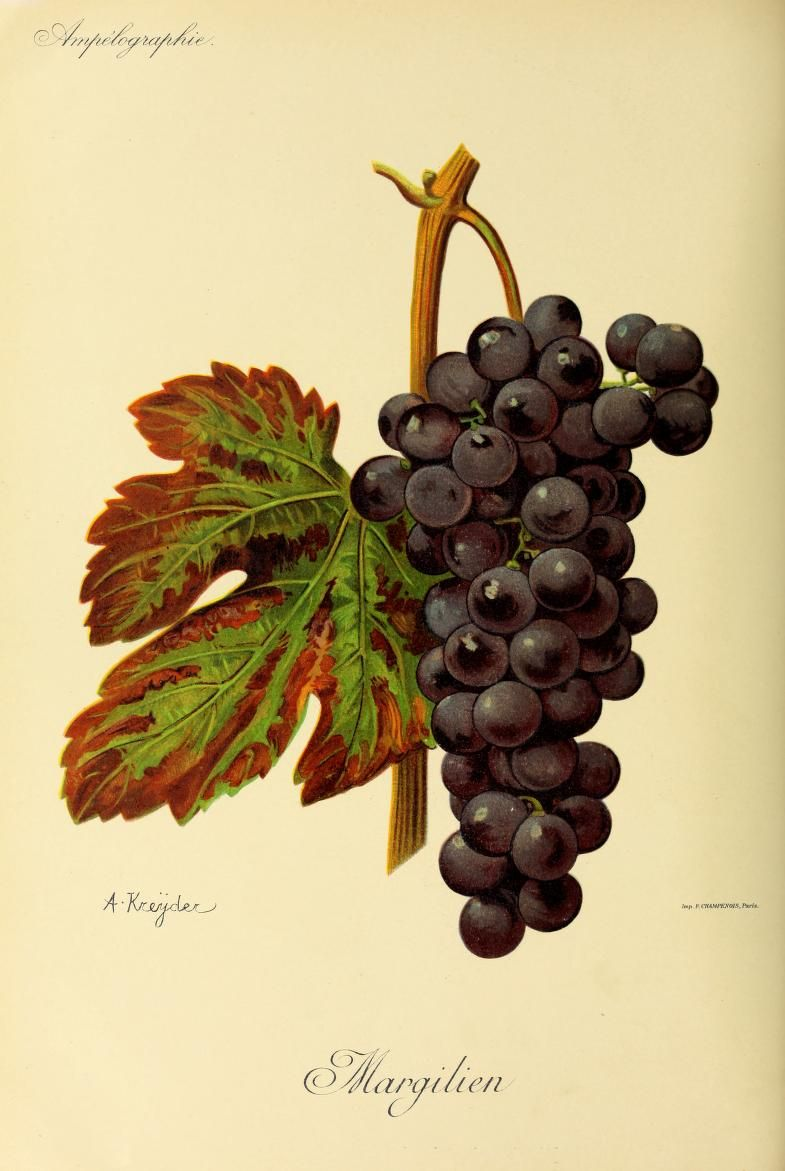
Der Gänsfüßer (hier unter der französischen Bezeichnung Margilien) in einer Ampelographie von 1901

Der Gänsfüßer stammt vermutlich aus Südeuropa und wird in der französischen Literatur häufig mit Spanien in Verbindung gebracht. Die früheste Nennung einer Rebsorte in Deidesheim war 1504 die Rebsorte Gänsfüßer. Unter dem Namen Genssfüssel fand die Sorte im 16. Jahrhundert einen Eintrag im lateinischen Kreuterbuch des pfälzischen Botanikers Hieronymus Bock. Das Institut Agrarinformation Rheinland-Pfalz in Neustadt an der Weinstraße, das bis 2004 unter den Namen Staatliche Lehr- und Forschungsanstalt für Landwirtschaft, Wein- und Gartenbau bekannt war, bemüht sich um den Erhalt dieser Sorte. Früher war der Gänsfüßer in ganz Südwestdeutschland, in der südlichen Steiermark und in Südtirol durchaus verbreitet, heute ist sie als Riedenrebe fast verschwunden, kommt aber gelegentlich noch als Hausrebe vor. Besonders in Haßloch in der Pfalz schmückt die Rebsorte noch heute einige Häuser. Hier hat sich auch mittlerweile ein Verein "Leisböhler Weinkultur Haßloch e.V." gegründet, der sich im Besonderen dem Erhalt des Gänsfüßers verpflichtet fühlt. Namensgebend waren die an Gänsefüße erinnernden tiefgebuchteten fünflappigen Blätter.

## Eigenschaften
Der Gänsfüßer ist außerordentlich starkwüchsig und kann bei guten Wuchsbedingungen Baumstrukturen entwickeln. In Rieden ist eine solche Starkwüchsigkeit nicht erwünscht, als Hausrebe wird er in einigen Gebieten Südwestdeutschlands jedoch noch immer kultiviert. Gänsfüßer ist eine Varietät der Edlen Weinrebe (Vitis vinifera). Sie besitzt zwittrige Blüten und ist somit selbstfruchtend. Beim Weinbau wird der ökonomische Nachteil vermieden, keinen Ertrag liefernde männliche Pflanzen anbauen zu müssen.

## Wein
Junge Rotweine aus dieser Rebe sind fruchtig, nicht besonders alkoholreich und etwas säuerlich.

## Kreuzungen
Gemäß einer im Jahr 1998 durchgeführten DNA-Analyse ist die Rebsorte César eine wahrscheinlich natürliche Kreuzung zwischen einer Burgundersorte und Gänsfüßer. Da die genetischen Unterschiede zwischen Weißem, Grauem und Schwarzburgunder äußerst gering sind, liegt eine genaue Spezifizierung der Burgundersorte noch nicht vor.

## Synonyme
Die Rebsorte ist auch unter den Namen Argan, Argant, Blauer Gansfüsser, Bockshorn, Buchser, Erlenbacher, Espagnol, Gänsfüßer (Gaensfuesser), Gaensfuesser Blau, Gänsfüßler (Gaensfuessler), Gros Margilien Espagnol, Gros Margillien, Gros Margillien Arbois, Grossrote, Margillien, Margillin, Rouillot, Schwarzer Erlenbacher, Tokai Chernyi und Tokai Rannii bekannt.

## Weblink
- Gänsfüßer in der Datenbank Vitis International Variety Catalogue des Instituts für Rebenzüchtung Geilweilerhof (englisch)